# Osservatorio di Ottmarsheim
| 209374 Sabil | 15 marzo 2004 |

L'osservatorio di Ottmarsheim (in francese Observatoire d'Ottmarsheim) è un osservatorio astronomico situato nell'omonima località nell'Alto Reno, in Francia, alle coordinate 47°47′05.16″N 7°30′06.16″E . Il suo codice MPC è 224 Ottmarsheim.
Il Minor Planet Center gli accredita le scoperte di quindici asteroidi effettuate tra il 2004 e il 2006.